# Александър Еткинд
Александър Маркович Еткинд (на руски: Александр Маркович Э́ткинд) е руски психолог, историк на културата и литературовед.

## Биография
Роден е през 1955 година в Ленинград, СССР. Той е племенник на големия романски филолог и стиховед Ефим Еткинд. Баща му, Марк Григориевич Еткинд (1925 – 1979), е изкуствовед, изследовател на руската художествена култура от XIX – началото на XX век.
Завършва психология в Ленинградския държавен университет „А. А. Жданов“ (1978). Кандидат на психологическите науки с дисертация на тема „Разработка на медико-психологически методи за изследване на емоционалните компоненти на отношенията и на тяхното прилагане в изучаването на неврозите и афективните разстройства“ (1985). До 1986 г. работи в Психоневрологическия институт „В. М. Бехтерев“. От 1988 до 1990 г. е младши научен сътрудник на Института по история на естествознанието и техниката при Академията на науките на СССР, а от 1990 до 1993 г. – старши научен сътрудник във филиала на Института по социология на Руската академия на науките в Санкт Петербург.
Един от основателите на Европейския университет в Санкт Петербург (1994). Професор там от 1999 г.
Защитава дисертация по славистика на тема „Хлыст. Секты, литература и революция“ в Хелзинкския университет (1998). Професор по руска литература и културна история в Кеймбриджкия университет (от 2004); извънреден професор в Нюйоркския и Джоржтаунския университет, стипендиант на научноизследователските центрове в Принстън, Берлин (1998), Кентърбъри (Нова Зеландия).
Основната тема на научните му изследвания след 2005 г. е историческата памет.